# Lliri blanc

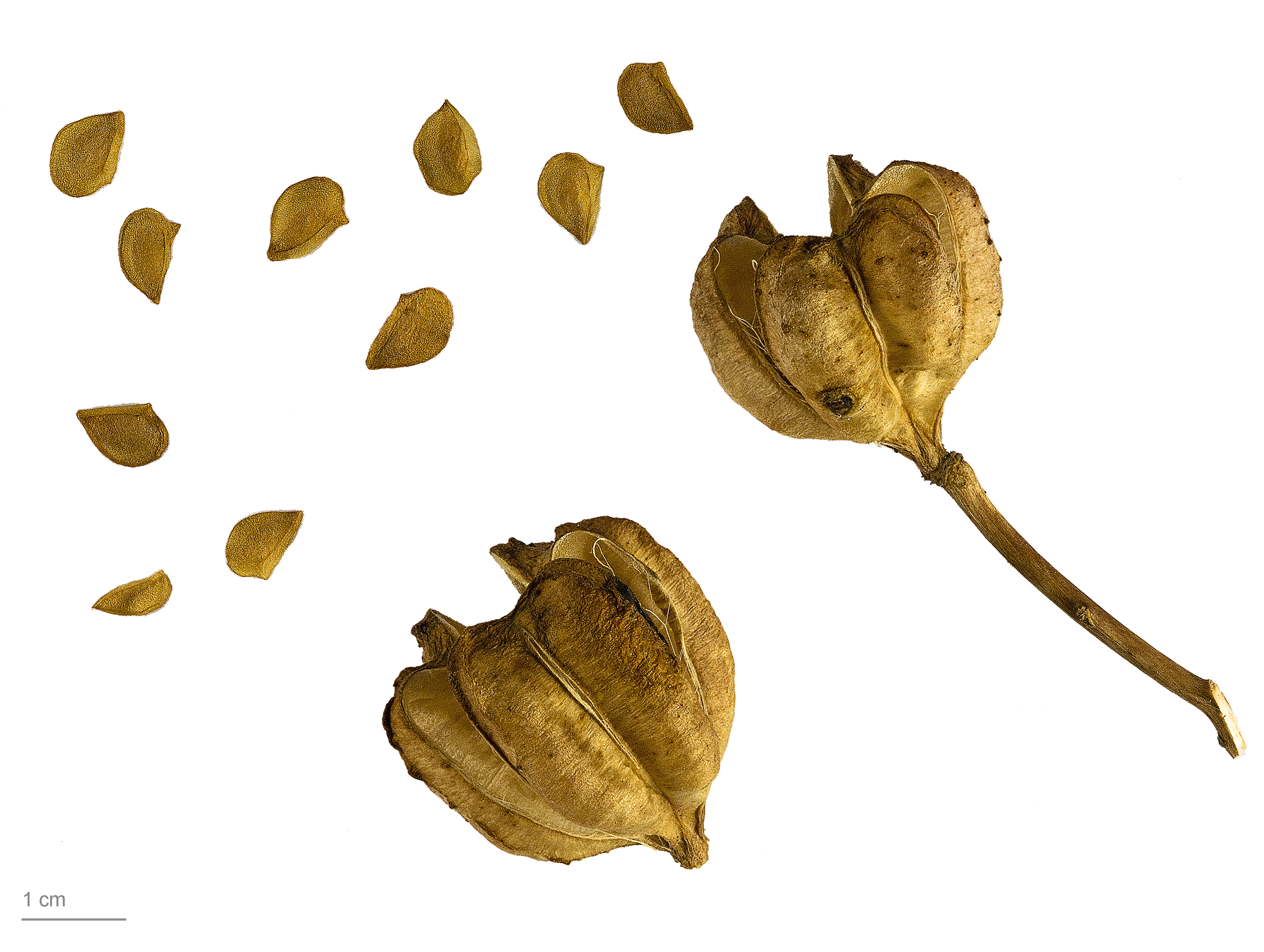
Lilium candidum

El lliri de sant Antoni o lliri blanc és una planta perenne de la família de les lilàcies. Per la seva flor de pètals blancs és molt utilitzada en ornamentació, amb una olor molt característica, que la fa una de les més famoses a Catalunya.
Es troba sobretot a l'est de la Mediterrània i al sud-est d'Àsia, tot i que és originària de Grècia i d'allà fou introduïda a l'Europa mediterrània, exceptuant Albània i Turquia.
No és una planta que es trobi de manera espontània a Catalunya. El seu hàbitat es troba a l'hemisferi boreal, zones temperades i llocs rocosos a les muntanyes.

## Nomenclatura

### Nom científic complet
Lilium candidum

### Sinonímia
Lilium candidum var. peregrinum, Baker, i Lilium peregrinum, Mil

### Noms populars
Lliri de sant Antoni, lliri blanc, assutzena

### Etimologia
Lliri prové de lilium, nom genèric llatí, que deriva al seu torn del grec antic λείριον, leirion, que generalment es refereix als lliris blancs com (Lilium candidum). Assutzena prové de la paraula assussana, d'origen àrab

## Descripció

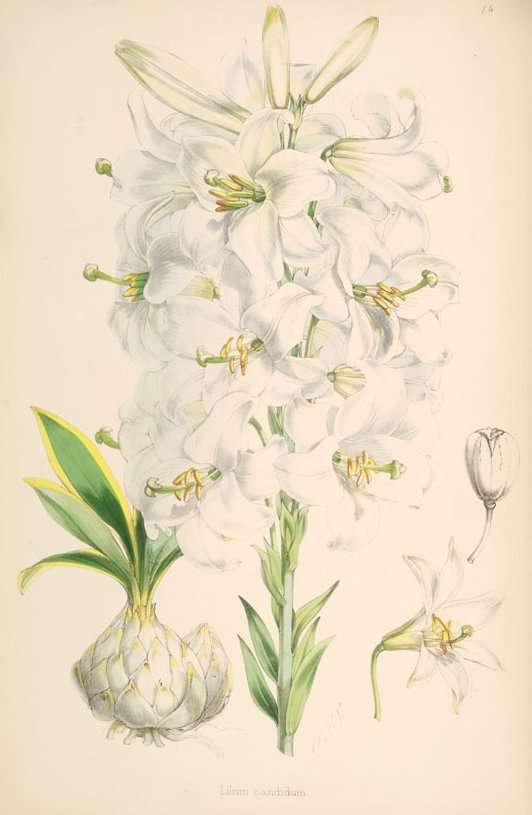

És una planta que de normal mesura un metre, tot i que a vegades supera aquesta alçada.
L'arrel té una forma fasciculada, dotada d'un bulb amb un diàmetre màxim de 9 cm.
La tija és de consistència llenyosa amb un bulb, les tiges epigees són ascendents i erectes. El lliri de sant Antoni no té pilositat, dit d'una altra forma, és glabre, ja que és totalment llis.
Pel que fa a les fulles, aquestes són herbàcies, de textura tova, amb disposició al llarg de tota la tija. La forma del limbe és linear, lanceolada amb un àpex acuminat, i forma de la base atenuada. La seva superfície és revoluta, amb una divisió entera del marge, nervadura paral·lela. La inserció a la tija és sèssil. Les fulles es troben disposades de forma alternada.
Pel que fa als òrgans reproductors del lliri, és una planta hermafrodita, també té inflorescència en forma de raïm.
L'androceu té sis estams opositipètals i alternisèpals més curts que l'estil, poliadelfs. La dehinència és longitudinal.
L'ovari del gineceu és súper, les flors hipògines, el gineceu pluriovulat i tricarpelar.
El fruit té forma de càpsula amb les llavors madures de color pàl·lid.
El seu periant té 8 cm de longitud, amb pètals patents a la seva extremitat, però no gaire corbats. La coloració dels pètals canvia entre el blanc i el groc brillant. La flor té una simetria actinomorfa, amb més de dos plans de simetria. De forma rotàcia, té el periant amb sis pètals blancs, gamospètals i proveïts de nectaris.

## Farmacologia

### Part utilitzada
Tant en la branca farmacològica com en la medicinal, s'utilitza el bulb del lliri de sant Antoni, ja que aquest conté certs extractes importants amb poder bioactivant.
També s'utilitza l'oli que s'extrau dels bulbs.

### Principis actius

Àcid gàl·lic, un taní

Aquesta planta conté alguns principis actius diferents, com per exemple escilina, mucilags, tanins, que li són característiques, i li donen les seves propietats.

### Acció farmacològica
Algunes parts de la planta poden tenir diferents propietats depenent de les substàncies o principis actius que contenen.
Les flors, per exemple, són antiespasmòdiques.
Els bulbs són utilitzats per als abscessos, furóncols, panadissos i durícies.
L'oli serveix per a la cura de ferides, cremades, èczemes, ulceracions cutànies, esquerdes dels mugrons, efèlides, otitis, inflamacions osteoarticulars.
Així doncs, podem dir que si ens parem a analitzar cadascuna de totes les parts de la planta, descobrirem la infinitat d'usos i propietats que aquesta té.

### Usos farmacològics
Ja en l'antiguitat es feia un preparat amb lliri de sant Antoni, en què també s'utilitzava una mica d'oli d'oliva. Després d'un senzill tractament, s'obtenia un oli que s'utilitzava per a la cura d'alguna cremada, gra, úlcera, èczema, i en general qualsevol malaltia relacionada amb la pell.
Emprada com a emol·lient, serveix per a ablanir les parts inflamades en forma de pomada o locions.
A més a més, té propietats en el camp de la cosmètica, al bulb hi ha determinats extractes que tenen la capacitat de regenerar la pell, gràcies al seu elevat poder bioactivant. També es prepara en forma de tisana el bulb perquè té propietats diürètiques.

## Observacions

### Cultiu i comerç
Es tracta d'una planta que des de sempre ha estat molt més utilitzada amb una finalitat ornamental, per la seva estructura, bellesa i olor, sobretot a la nit.
És molt comercialitzada a les floristeries com a flor per a rams, etc. Té molta demanda el dia de sant Valentí, per exemple com a regal per la seva bellesa, o formant part de rams de flors de núvies.
La plantació del lliris de sant Antoni es realitza a la primavera i la seva floració es dona per complet a l'agost, tot i que també en depèn del tipus, ja que algunes també se'n poden plantar a la tardor.
El sòl ideal per a un bon creixement, és una alta permeabilitat i matèria orgànica. Pel que fa a la llum, mai pot ser directa. Un factor també important és la profunditat a la qual quedi el bulb. Un cop feta la plantació, serà capaç de florir durant alguns anys.

### El mite romà
Quan Juno alimentava Hèrcules a contracor, una gota de llet caigué del pit de la dea i d'allà va néixer un lliri blanc. Més tard, Venus, gelosa de la blancor tan pura d'aquella flor, va fer que en el seu calze sorgissin uns llargs estams grocs que deixarien, a qui gosés tocar el bell lliri, unes taques de pol·len impossibles d'esborrar.

### Malalties del lliri de sant Antoni
Rhizoctonia solani
Produeix el podriment de la planta, fa que el bulb quedi d'un color marronós. Per això, les arrels gairebé no es desenvolupen. Si l'atac és dèbil, les fulles inferiors s'assequen; en canvi, si és intens, afecta totes les fulles.
Per a combatre-ho, cal eliminar tots els bulbs que s'han vist afectats, per tal d'evitar-ne la propagació.
Phytophthora parasítica o Phytophthora nicotianae
Produeix una taca de color malva fosc a la base de la tija, que s'estén cap a la part superior, fent que les fulles inferiors quedin de color groguenc. A més a més, també produeix taques marrons a la tija, que queda amb poca consistència, fent que es trenqui amb facilitat.
També, com en el cas de la malaltia anterior, cal desinfectar el bulb. Durant el cultiu, s'utilitzen tractaments amb captafol, matalaxil, fosetil, en polvoritzacions a la tija de la planta.
Pythium ultimum
Produeix la putrefacció de les arrels amb taques de color marronós clar. L'atac pot ser tant dèbil com greu; en el primer cas, hi ha un endarreriment en el creixement, i en el segon es veu afectada tota la planta, i els botons florals s'assequen i cauen. Es pot utilitzar un tractament com en la malaltia anterior.
Floridura grisa o botritis
Aquesta malaltia ataca tota la planta; fulles, tija, flors... produeix taques marronoses de forma arrodonida. A les fulles, primer apareixen taques vermelloses i més tard grogues amb marges marronosos.
Si l'ambient és sec, les fulles s'assequen i es panseixen; en canvi, si l'ambient és bastant humit, les taques s'estenen per tota la fulla, que es cobreix d'una floridura grisa, podrint-se, la qual cosa també li passa a la tija.
Les fulles i tiges de les plantes afectades s'han de treure i cremar.
A l'hora de regar, s'ha d'evitar mullar les fulles, per tal d'evitar el creixement del fong.
Si cal fer algun tractament, s'utilitzarà incolozolina, procimidona, iprodione, entre d'altres.
Virus de les taques necròtiques del lliri de sant Antoni (LSV)
La gravetat d'aquesta malaltia és més gran. Els símptomes a les fulles es poden veure per les taques que apareixen, allargades, disposades paral·lelament a la nervadura.
Les fulles s'enrotllen amb una forma semblant a la d'una rosa i les flors es deformen; queden amb una mida petita, i no és comú que s'obrin.
Aquesta malaltia prové d'una infecció mixta per 2 virus; ja que 2 virus en sinergia amb el LSV permeten l'exteriorització dels símptomes, un d'aquests és el CMV i un altre el TBV.